# Pogoń Litewska II

Wizerunek herbu w stylizacji Tadeusza Gajla

Pogoń Litewska II (Pogoń, Pogonia, Pogonia Wielka) – polski herb szlachecki, odmiana herbu Pogoń Litewska.

## Opis herbu

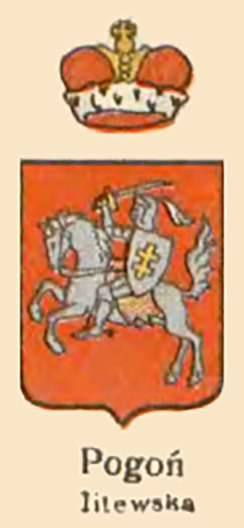
Pogoń Litewska. Teodor Chrząński Tablice odmian herbowych Chrząńskiego, 1909

Opis zgodnie z klasycznymi regułami blazonowania:
W polu czerwonym na koniu srebrnym jeździec w takiejż zbroi, z wzniesionym w prawicy takimż mieczem, trzymający tarczę błękitną z krzyżem podwójnym, złotym. Uprząż, siodło i pasy błękitne.
W klejnocie nad hełmem w koronie ogon pawi.

## Historia herbu
Odmiana pochodząca z Herbarza Galicyjskiego Siebmachera.

## Herbowni

### Lista Tadeusza Gajla
Lista herbownych w artykule sporządzona została na podstawie wiarygodnych źródeł, zwłaszcza klasycznych i współczesnych herbarzy. Należy jednak zwrócić uwagę na częste zjawisko przypisywania rodom szlacheckim niewłaściwych herbów, szczególnie nasilone w czasie legitymacji szlachectwa przed zaborczymi heroldiami, co zostało następnie utrwalone w wydawanych kolejno herbarzach. Identyczność nazwiska nie musi oznaczać przynależności do danego rodu herbowego. Przynależność taką mogą bezspornie ustalić wyłącznie badania genealogiczne.
Pełna lista herbownych nie jest dziś możliwa do odtworzenia, także ze względu na zniszczenie i zaginięcie wielu akt i dokumentów w czasie II wojny światowej (m.in. w czasie powstania warszawskiego w 1944 spłonęło ponad 90% zasobu Archiwum Głównego w Warszawie, gdzie przechowywana była większość dokumentów staropolskich). Lista nazwisk znajdująca się w artykule pochodzi z Herbarza polskiego, Tadeusza Gajla (687 nazwisk). Występowanie na liście nazwiska nie musi oznaczać, że konkretna rodzina pieczętowała się herbem Pogoń Litewska II. Często te same nazwiska są własnością wielu rodzin reprezentujących wszystkie stany dawnej Rzeczypospolitej, tj. chłopów, mieszczan, szlachtę. Jest to jednakże dotychczas najpełniejsza lista herbownych, uzupełniana ciągle przez autora przy kolejnych wydaniach Herbarza. Tadeusz Gajl wymienia następujące nazwiska uprawnionych do używania herbu Pogoń Litewska II:
|  | Aczkiewicz, Algiminowicz, Algminowicz, Alkimowicz. Biciutek, Boremlski, Boremski, Bułhakow, Byciutek. Chowański. Dowmont, Dulski. Hurko. Izasławski, Izopolski. Klajowski, Kobryński, Konierewicz, Kopylski, Korecki, Korjatowicz, Koryatowicz, Koszerski, Koszyrski, Kowelski, Krzywicki, Krzywiecki, Krzywięcki. Lingwieniewicz, Litwinowicz. Łukomlski. Mackiewicz, Morski, Możarowski-Możajski, Mścisławski. Niedzielski, Nowosielski. Olelkowicz, Olgierd. Pluskow, Pluszkow, Pokłoński, Postawka, Postawko, Proński, Pruński. Radzikiewicz, Rybicki. Słucki, Sudwoj. Świderski. Wandza, Worotyniec. Zasławski. Tadeusz Gajl, Herbarz Polski |

### Pozostałe nazwiska
Białoruski heraldyk, Dymitry Matwiejczyk, wspomina w swoim herbarzu o nazwisku Dowmant, który najprawdopodobniej jest odmianą ortograficzną rodziny Dowmontów.